# Lista över personer på frimärken från Gabon
Gabons första frimärken som fransk koloni gavs ut 1886. Under denna period var den ende identifierade personen på gabonska frimärken hertig Savorgnan de Brazza som först figurerade 1930 på ett märke, därefter på en reguljär upplaga 1932, och hans assistent hövding Makoko av Bateke som också figurerade 1930.
Från 1934 till självständigheten använde Gabon samma frimärken som Franska Ekvatorialafrika.
Personerna på listan nedan har synts på gabonska frimärken sedan självständigheten 1960. Inom parentes frimärkets utgivningsår.

## A
- Konrad Adenauer (1968 flygpost)
- Clement Ader (1973)
- Ahmadou Ahidjo (1974)
- Andres Aldama (1980 flygpost)
- Georges Damas Aleka (1985)
- Christian Anfinsen (1995)
- Louis Armstrong (1972)
- Francis W. Aston (1995)

## B
- Robert Baden-Powell (1996)
- Marco Basalti (1972 flygpost)
- Émile Baudot (1993)
- Sidney Bechet (1972)
- Ludwig van Beethoven (1977 flygpost)
- Alexander Graham Bell (1976)
- Giovanni Bellini (1975 flygpost)
- Maurice Bellonte (1980 flygpost)
- Jean Remy Bessieux (1976) (eller Jean René?)
- Hans A. Bethe (1995)
- Louis Bleriot (1973)
- Jean-Bédel Bokassa (1974)
- Napoleon Bonaparte (1968 flygpost)
- Omar Bongo (1968)
- George Braque (1982 flygpost)
- Walter Brattain (1995)
- Carl F. Braun (1995)
- Pierre Savorgnan de Brazza (1980)
- Michael S. Brown (1995)
- Pieter Bruegel d.ä. (1972 flygpost)
- Eduard Buchner (1995)

## C
- Ippolito Caffi (1972 flygpost) Canalettos målning som felaktigt tillskrivs honom
- Giovanni Antonio Canaletto (1972 flygpost)
- Paul Cézanne (1989)
- James Chadwick (1995)
- Owen Chamberlain (1995)
- Octave Chanute (1973)
- Claude Chappe (1993)
- Winston Churchill (1965 flygpost)
- André Citroën (1978)
- Nat King Cole (1972)
- Christopher Columbus (1992 flygpost)
- Charles Conrad, Jr. (1999)
- James Cook (1979 flygpost)
- Nicolaus Copernicus (1993)
- Carl F. Cori (1995)
- Gerty T. Cori (1995)
- Pierre de Coubertin (1987)

## D
- David Dacko (1964 flygpost)
- Nils Dalen (1995)
- Jacques-Louis David (1969 flygpost)
- Leonardo da Vinci (1970 flygpost)
- Charles Dawes (1995)
- Christopher Dean (1984 flygpost)
- Edgar Degas (1974 flygpost)
- Charles de Gaulle (1971 flygpost)
- Deng Xiaoping (1997)
- Maurice Denis (1975 flygpost)
- Prinsessan Diana (1998)
- Claude Dornier (1970 flygpost)
- Louis Ducis (1969 flygpost)
- Albrecht Dürer (1978 flygpost)

## F
- Henri Fabre (1973)
- Alexander Fleming (1978)
- Gustave Flaubert (1980 flygpost)
- Anthony Fokker (1970 flygpost)
- Raoul Follereau (1987)
- Werner Forssmann (1995)
- Kenichi Fukui (1995)

## G
- Jurij Gagarin (1981 flygpost)
- Mohandas Gandhi (1969 flygpost)
- Erroll Garner (1984)
- Paul Gauguin (1978 flygpost)
- Valéry Giscard d'Estaing (1976 flygpost)
- Paul Gondjout (1997)
- François Marius Granet (1969 flygpost)

## H
- Lionel Hampton (1984)
- Armauer G. Hansen (1973)
- William Herschel (1981 flygpost)
- Hermann Hesse (1995)
- George de Hevesy (1995)
- Rowland Hill (1979)
- Félix Houphouët-Boigny (1974 flygpost)

## I
- Jean Ingres (1980 flygpost)

## J
- Eugene Jamot (1979 flygpost)
- Jeanne d'Aragon (1970 flygpost)
- Juan Ramon Jimenez (1995)
- Johannes (apostel) (1968 flygpost)
- Påve Johannes XXIII (1999)
- Påve Johannes Paulus II (1979 flygpost)
- Johan Barthold Jongkind (1991 flygpost)
- Léon Jouhaux (1995)
- Hugo Junkers (1970 flygpost)
- Juste de Gand (1977 flygpost)

## K
- Kipchoge Keino (1972 flygpost)
- John F. Kennedy (1964 flygpost)
- Robert Kennedy (1969 flygpost)
- Martin Luther King, Jr. (1969 flygpost)
- R.P. Klaine (1981) (botanist, "R. P." står för "Révérend Père" snarare än dopnamn.)
- Robert Koch (1982)
- Julius Korir (1984 flygpost)
- Wladyslaw Koziakiewicz (1980 flygpost)
- Karl-Heinz Krüger (1980 flygpost)
- Aung San Suu Kyi (1995)

## L
- Lastour (1986 flygpost) upptäcktsresande
- Marcel Lefebvre (1996)
- Abraham Lincoln (1965)
- Charles Lindbergh (1977 flygpost)
- Fra Filippo Lippi (1975 flygpost)

## M
- Kaarlo Naaminka (1980 flygpost)
- Nelson Mandela (1995)
- Edouard Manet (1982 flygpost)
- Jacques Marchand (1971 flygpost)
- Guglielmo Marconi (1995)
- George C. Marshall (1996)
- Alphonse Massamba-Débat (1964 flygpost)
- Juan Mates (1968 flygpost)
- Ange M'ba (1975)
- Léon M'ba (1959)
- Jean Mermoz (1980 flygpost)
- Frederic Mistral (1995)
- Claude Monet (1974 flygpost)
- Étienne Montgolfier (1973)
- Joseph-Michel Montgolfier (1973)
- Luis de Morales (1968 flygpost)
- Daniel Morelon (1972 flygpost)
- Rudolf L. Mossbauer (1995)
- H. Moundounga (1996) målare
- John Mugabi (1980 flygpost)
- Bartolomé Esteban Murillo (1968 flygpost)
- Alfred de Musset (1982)

## N
- Marien Ngouabi (1974)
- John H. Nothrop (1995)
- Charles Ntchorere (1962)
- Sam Nujoma (1987)
- Suleiman Nyambui (1980 flygpost)

## O
- Jacques Offenbach (1980 flygpost)

## P
- Charlie Parker (1984)
- Louis Pasteur (1972)
- Påve Paulus VI (1967)
- Henri Philippoteaux (1969 flygpost)
- Pablo Picasso (1981)
- Påve Pius X (1996)
- Georges Pompidou (1971 flygpost)
- Nicolas Poussin (1977 flygpost)

## R
- Ramses II (1964 air semi-postal)
- Louis Renault[förtydliga] (1977)
- Pierre-Auguste Renoir (1974 flygpost)
- Franklin Delano Roosevelt (1996)
- Pilatre de Rozier (1983 flygpost)
- Peter Paul Rubens (1977 flygpost)
- Martin Ryle (1995)

## S
- Antoine de Saint-Exupéry (1994 flygpost)
- Alberto Santos-Dumont (1973)
- Raffaello Sanzio (1970 flygpost)
- Albert Schweitzer (1960 flygpost)
- George Seferis (1995)
- Alan Shepard (1981 flygpost)
- Igor Sikorsky (1970 flygpost)
- Tadeusz Slusarski (1980 flygpost)
- Mark Spitz (1972 flygpost)
- George Stephenson (1981 flygpost)

## T
- Moder Teresa (1998)
- Sankta Theresa av Lisieux (1973)
- François (Ngarta) Tombalbaye (1964 flygpost)
- Jane Torvill (1984 flygpost)
- Harry S Truman (1996)

## V
- Luigi Vanvitelli (1972 flygpost)
- Jules Verne (1970 flygpost)
- Drottning Victoria (1991)
- Konstantin Volkov (1980 flygpost)
- Heinrich von Stephan (1981)
- Kazimierz Szczierba (1980 flygpost)

## W
- André Raponda Walker (1981)
- Elie Wiesel (1995)
- Georg Wittig (1995)
- Orville Wright (1978 flygpost)
- Wilbur Wright (1978 flygpost)

## Y
- Miruts Yifter (1980 flygpost)